# Liste der Biografien/Eld
Liste der Biografien |
Portal Biografien |
Personensuche
# |
A |
B |
C |
D |
E |
F |
G |
H |
I |
J |
K |
L |
M |
N |
O |
P |
Q |
R |
S |
T |
U |
V |
W |
X |
Y |
Z |
?
 
Ea |
Eb |
Ec |
Ed |
Ee |
Ef |
Eg |
Eh |
Ei |
Ej |
Ek |
El |
Em |
En |
Eo |
Ep |
Eq |
Er |
Es |
Et |
Eu |
Ev |
Ew |
Ex |
Ey |
Ez
 
Ela |
Elb |
Elc |
Eld |
Ele |
Elf |
Elg |
Elh |
Eli |
Elj |
Elk |
Ell |
Elm |
Eln |
Elo |
Elp |
Elr |
Els |
Elt |
Elu |
Elv |
Elw |
Ely |
Elz
Die Liste der Biografien führt alle Personen auf, die in der deutschsprachigen Wikipedia einen Artikel haben. Dieses ist eine Teilliste mit 91 Einträgen von Personen, deren Namen mit den Buchstaben „Eld“ beginnt.

## Eld

### Elda
- Eldad ha-Dani, jüdischer Weltreisender und Abenteurer
- Eldad, Arieh (* 1950), israelischer Arzt und Politiker (Knesset)
- Eldad, Israel (1910–1996), jüdischer Untergrundkämpfer, Gründungsmitglied und Chefideologe der Organisation Lechi
- Eldagsen, Boris (* 1970), deutscher Fotograf
- Eldan, Amir (* 1976), US-amerikanischer Cellist und Musikpädagoge
- Eldan, David (1914–1989), österreichisch-israelischer Fotograf
- Eldan, Ronen (* 1980), israelischer Mathematiker
- Eldaoudi, Makhlouf (1825–1909), türkischer Großrabbiner der jüdischen Gemeinde von Akkon, Haifa, Safed und Tiberias
- Eldar, Sivan (* 1985), israelische Komponistin
- Eldard, Ron (* 1965), US-amerikanischer Theater- und Filmschauspieler
- Eldarov, Ömər (* 1927), sowjetisch-aserbaidschanischer Künstler

### Elde
- Eldebechel, Secilil (* 1968), palauischer Politiker
- Eldebrink, Anders (* 1960), schwedischer Eishockeyspieler und -trainer
- Eldebrink, Kenth (* 1955), schwedischer Leichtathlet
- Eldem, Edhem (* 1960), türkischer Historiker
- Eldem, Sadi (1910–1995), türkischer Diplomat
- Eldem, Sedad Hakkı (1908–1988), türkischer Architekt
- Eldemire, Herbert (1930–2010), jamaikanischer Politiker (JLP)
- Elden, Bård Jørgen (* 1968), norwegischer Nordischer Kombinierer
- Elden, Marte (* 1986), norwegische Skilangläuferin
- Elden, Spencer (* 1991), Kindermodel
- Elden, Trond Einar (* 1970), norwegischer Skisportler
- Elder, Alex (* 1941), nordirischer Fußballspieler
- Elder, Clergé de, erster Weltmeister der Sportgeschichte
- Elder, Dorothy-Grace, schottische Politikerin
- Elder, Ellen Rozanne (* 1940), US-amerikanische Historikerin
- Elder, Glen (* 1934), US-amerikanischer Soziologe
- Elder, Jack (* 1941), US-amerikanischer Rennrodler
- Elder, James (* 1934), kanadischer Spring- und Vielseitigkeitsreiter
- Elder, James Walter (1882–1941), US-amerikanischer Politiker
- Elder, Jimmy (1928–2022), schottischer Fußballspieler
- Elder, John (1824–1869), schottischer Schiffsingenieur, Schiffbauer, Erfinder und Unternehmer
- Elder, John Adams (1833–1895), US-amerikanischer Porträt-, Kriegs-, Genre- und Landschaftsmaler der Düsseldorfer Schule
- Elder, Larry (* 1952), amerikanischer Moderator, Autor und Politiker
- Elder, Lew (1905–1971), kanadischer Radrennfahrer
- Elder, Lonne III (1927–1996), US-amerikanischer Theaterschauspieler, Dramatiker und Drehbuchautor
- Elder, Marc (1884–1933), französischer Schriftsteller
- Elder, Mark (* 1947), britischer Dirigent
- Elder, Michael (1931–2004), britischer Schauspieler und Science-Fiction-Autor
- Elder, Murray, Baron Elder (1950–2023), britischer Politiker
- Elder, Peter Ludwig (1798–1881), Stadtsyndicus und Senator von Lübeck
- Elder, Peter Percival (1823–1914), US-amerikanischer Politiker
- Elder, Robert J. Jr. (* 1952), US-amerikanischer Offizier, Generalleutnant der US Air Force
- Elder, Ruth (1902–1977), US-amerikanische Flugpionierin und Schauspielerin
- Elder, Troy (* 1977), australischer Hockeyspieler
- Elder, Verona (* 1953), britische Leichtathletin
- Elder, Will (1921–2008), US-amerikanischer Illustrator und Comiczeichner
- Elder, William Henry (1819–1904), US-amerikanischer Bischof
- Elderbrook (* 1992), britischer DJ und MusikproduzentElderbrook (* 1992)

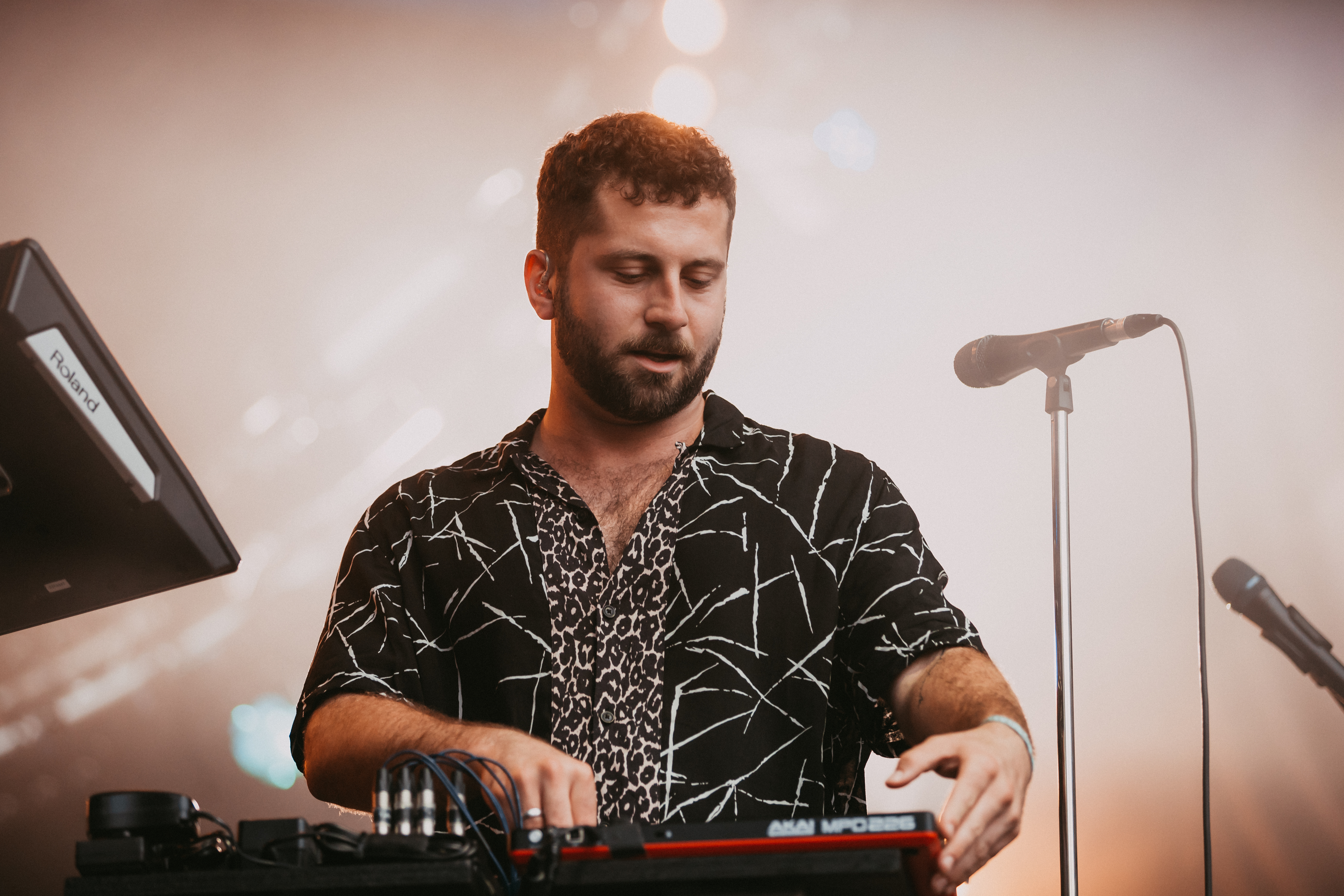
Elderbrook (* 1992)

- Elderen, Heidi van (* 1980), deutsche Schriftstellerin und Journalistin
- Elderen, Johann Ludwig von (1620–1694), Bischof von Lüttich
- Elderenbosch, Onno, niederländischer Diplomat
- Elderfield, Harry (1943–2016), britischer Geochemiker
- Elderhorst, Friedrich Wilhelm († 1789), deutscher Jurist, Stallmeister und Leiter des Königlichen Celler Landgestüts
- Elderhorst, Heinrich Johann Jacob (1749–1806), deutscher Jurist, Amtsschreiber und Amtsvogt zu Bissendorf
- Eldering, Bram (1865–1943), niederländischer Violinist
- Eldering, Grace (1900–1988), US-amerikanische Bakteriologin
- Elderkin, Nabil (* 1982), australischer Fotograf und Filmregisseur
- Elders, Joycelyn (* 1933), US-amerikanische Medizinerin, Hochschullehrerin und ehemalige Surgeon General of the United States
- Elders, Leo (1926–2019), niederländischer Theologe
- Elders, Tara (* 1980), niederländische Schauspielerin
- Eldersch, Matthias (1869–1931), österreichischer Politiker (SDAP)
- Eldessouky, Marwa (* 1983), deutsche Moderatorin ägyptischer AbstammungMarwa Eldessouky (* 1983)

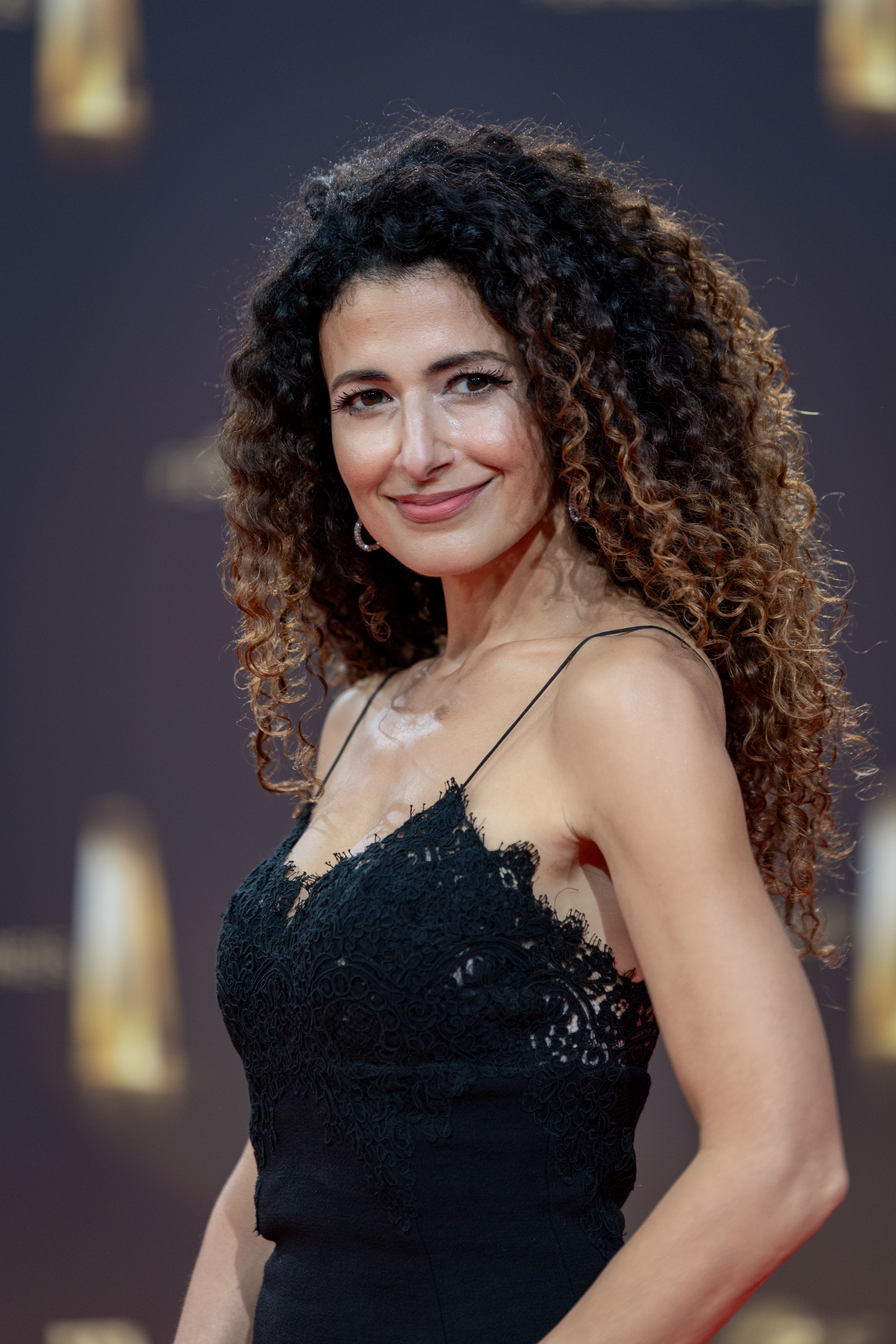
Marwa Eldessouky (* 1983)

### Eldh
- Eldh, Carl (1873–1954), schwedischer Bildhauer
- Eldh, Petter (* 1983), schwedischer Jazzmusiker

### Eldi
- Eldik, Rudi van (* 1945), südafrikanisch-niederländischer Chemiker, Hochschullehrer und Autor
- Eldik, Sandra van (* 1986), deutsche Heavy-Metal-Musikerin und Hypnosetherapeutin
- Eldin, Ameer Fakher (* 1991), syrischer Filmregisseur, Filmproduzent und Drehbuchautor
- Elditt, Heinrich (1846–1909), deutscher Jurist und Politiker

### Eldo
- Eldon, Kevin (* 1959), britischer Schauspieler, Synchronsprecher und Komiker

### Eldr
- Eldracher, Eugen (* 1907), deutscher Leichtathlet
- Eldredge, Allison, US-amerikanische Cellistin und Musikpädagogin
- Eldredge, Brett (* 1986), US-amerikanischer Countrysänger
- Eldredge, Charles A. (1820–1896), US-amerikanischer Politiker
- Eldredge, George (1898–1977), US-amerikanischer Schauspieler
- Eldredge, John (1904–1961), US-amerikanischer Schauspieler
- Eldredge, John (* 1960), US-amerikanischer Psychotherapeut, Berater, Bestsellerautor und Referent
- Eldredge, Nathaniel B. (1813–1893), US-amerikanischer Politiker
- Eldredge, Niles (* 1943), US-amerikanischer Paläontologe
- Eldredge, Todd (* 1971), US-amerikanischer Eiskunstläufer
- Eldridge, Craig, kanadischer Schauspieler
- Eldridge, Florence (1901–1988), US-amerikanische Schauspielerin
- Eldridge, Joe (1908–1952), US-amerikanischer Altsaxophonist und Violinist des Swing
- Eldridge, Joe (* 1982), US-amerikanischer Radrennfahrer
- Eldridge, John (1898–1985), britischer Generalleutnant
- Eldridge, Karlee, US-amerikanische Schauspielerin und Model
- Eldridge, Peter, amerikanischer Jazzmusiker (Gesang, Piano, Komposition)
- Eldridge, Roy (1911–1989), US-amerikanischer Jazztrompeter
- Eldritch, Andrew (* 1959), britischer Sänger, Komponist und MusikproduzentAndrew Eldritch (* 1959)

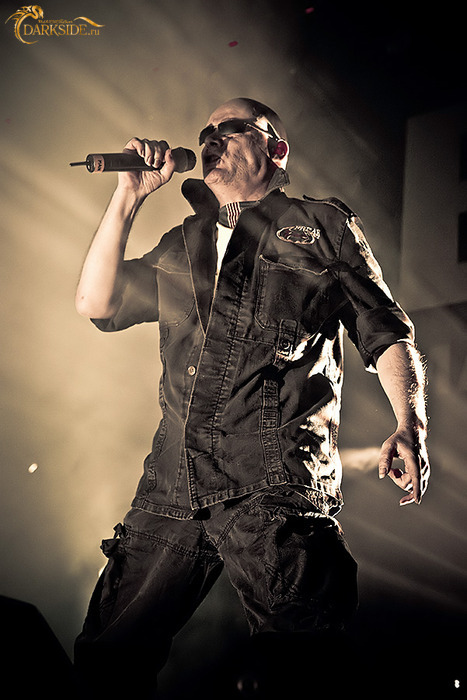
Andrew Eldritch (* 1959)

### Elds
- Eldstål, Junior (* 1991), malaysisch-schwedischer Fußballspieler

### Eldu
- Elduayen, Federico (* 1977), uruguayischer Fußballspieler